# Turnera hebepetala
Turnera hebepetala är en passionsblomsväxtart som beskrevs av Ignatz Urban. Turnera hebepetala ingår i släktet Turnera och familjen passionsblomsväxter. Inga underarter finns listade i Catalogue of Life.